# Mecz Gwiazd I Ligi Koszykówki Mężczyzn 2011
Mecz Gwiazd I Ligi Koszykówki Mężczyzn 2011 – towarzyski mecz koszykówki rozegrany 8 stycznia 2011 roku w Radomiu. W spotkaniu wzięli udział czołowi zawodnicy II klasy rozgrywkowej w Polsce. Spotkanie gwiazd odbyło się po raz trzeci i po raz drugi z rzędu w konwencji Wschód – Zachód. Przy okazji spotkania rozegrano także konkursy rzutów za 3 punkty oraz wsadów.
Podczas imprezy wystąpili francuscy skoczkowie z ekipy Crazy Dunkers, półfinaliści programu Mam Talent – zespół Cheerleaders z Wrocławia oraz tancerze z Olivia Dance Studio.
Spośród wybranych zawodników kilku nie wystąpiło w spotkaniu. W drużynie Wschodu zabrakło Rafała Wójcickiego z SKK Siedlce, jego miejsce zajął Marcin Salamonik z ŁKS-u Sphinx Łódź. W drużynie Zachodu nie wystąpili zawodnicy Asseco Prokom II Gdynia – Tomasz Wojdyła oraz Aleksander Krauze. Zastąpili ich Łukasz Grzegorzewski ze Spójni Stargard Szczeciński oraz Paweł Zmarlak z MKS-u Dąbrowy Górniczej.
MVP meczu został uznany Piotr Kadraś, pomimo zdobycia w całym spotkaniu zaledwie 2 punktów. Stało się tak za sprawą jego celnego rzutu w ostatnich sekundach, który zapewnił zwycięstwo drużynie Wschodu.

## Konkurs wsadów
- Uczestnicy: Jerzy Koszuta (Spójnia Stargard Szczeciński), Emil Podkowiński (Rosa Radom), Artur Donigiewicz (Rosa Radom), Aleksander Krauze (Asseco Prokom 2 Gdynia – wybrany, nie wystąpił), Łukasz Grzegorzewski (Spójnia Stargard Szczeciński).
- Zwycięzca konkursu wsadów – Jerzy Koszuta

## Konkurs rzutów za 3 punkty
- Uczestnicy: Łukasz Pacocha (AZS Radex Szczecin), Jakub Zalewski (Rosa Radom), Dawid Witos (GKS Tychy), Mateusz Ponitka (Politechnika Warszawska)
- Zwycięzca konkursu rzutów za 3 punkty – Łukasz Pacocha

## Składy
Pogrubienie – oznacza zawodnika składu podstawowego

Trener Wschodu: Mladen Starcević (AZS Politechnika Warszawska), II trener: Marek Łukomski (Rosa Radom)

Trener Zachodu: Aleksander Krutikow (Sportino Inowrocław), II trener: Wojciech Wieczorek (MKS Dąbrowa Górnicza)
- MVP – Piotr Kardaś

| Michał Michalak    | Polonia 2011 Warszawa       | 19 | Dawid Witos          | GKS Tychy                    | 4  |
| Jakub Zalewski     | Rosa Radom                  | 13 | Łukasz Pacocha       | AZS Radex Szczecin           | 7  |
| Karol Dębski       | SKK Siedlce                 | 2  | Jerzy Koszuta        | Spójnia Stargard Szczeciński | 5  |
| Mateusz Ponitka    | AZS Politechnika Warszawska | 15 | Marek Piechowicz     | MKS Dąbrowa Górnicza         | 23 |
| Krzysztof Sulima   | ŁKS Sphinx Łódź             | 4  | Mariusz Bacik        | GKS Tychy                    | 0  |
| Piotr Kardaś (MVP) | Rosa Radom                  | 2  | Marcin Stokłosa      | Spójnia Stargard Szczeciński | 5  |
| Łukasz Wilczek     | AZS Politechnika Warszawska | 2  | Łukasz Żytko         | Sportino Inowrocław          | 6  |
| Marcin Salamonik   | ŁKS Sphinx Łódź             | 9  | Paweł Zmarlak        | MKS Dąbrowa Górnicza         | 10 |
| Rafał Glapiński    | Sokół Łańcut                | 3  | Mateusz Bierwagen    | Astoria Bydgoszcz            | 4  |
| Wojciech Pisarczyk | Sokół Łańcut                | 0  | Marcin Sterenga      | Victoria Górnik Wałbrzych    | 7  |
| Andrzej Misiewicz  | Znicz Basket Pruszków       | 14 | Adam Lisewski        | MKS Dąbrowa Górnicza         | 8  |
| Sergiusz Prażmo    | Olimp Start Lublin          | 6  | Łukasz Grzegorzewski | Spójnia Stargard Szczeciński | 9  |

## Skład najlepszych zawodników meczu
- Marcin Stokłosa (Spójnia Stargard Szczeciński)
- Michał Michalak (Polonia 2011 Warszawa)
- Mateusz Ponitka (AZS Politechnika Warszawska)
- Marek Piechowicz (MKS Dąbrowa Górnicza)
- Andrzej Misiewicz (Znicz Basket Pruszków)